# Bitwa pod Tunesem
Bitwa pod Tunesem – bitwa stoczona pomiędzy wojskami rzymskimi, dowodzonymi przez Marka Regulusa, oraz wojskami kartagińskimi dowodzonymi przez najemnika Ksantipposa. Bitwa zakończyła się całkowitym rozbiciem armii rzymskiej.
W czasie pierwszej wojny punickiej Rzymianie wysłali do Afryki armię, pod dowództwem Regulusa i Lucjusza Wulsona, która wylądowała koło Aspis, gdzie założono obóz. Wulson odpłynął następnie do Italii, pozostawiając jedynie armię lądową. Regulus miał za zadanie utrzymać obóz do czasu przybycia kolejnych sił. Zdecydował się on jednak prowadzić na własny rachunek wojnę w Afryce. Po kilku bitwach decyzja wydawała się słuszna, gdyż armia kartagińska była w rozsypce, a wiele miast zdobytych przez Rzymian. Kartagińczycy ściągnęli jednak ze Sparty najemnika, Ksantipposa, który stanął na czele armii.
Ksantippos zdecydował się wydać Rzymianom bitwę na otwartym terenie, gdzie mógł lepiej wykorzystać przewagę liczebną swych oddziałów oraz obecność słoni bojowych. Armia kartagińska liczyła, pomimo wcześniejszych klęsk, 12 000 pieszych, 4000 konnych oraz 100 słoni bojowych. Rzymianie dysponowali liczbą 15 000 pieszych i zaledwie 500 konnych.
Wojska kartagińskie były ustawione za linią słoni bojowych. Z tyłu ustawiono falangę, a po prawej stronie najemników. Konnych umieścił na obu skrzydłach.
Rzymski dowódca ustawił na pierwszej linii oszczepników, którzy mieli ranić słonie. W drugiej linii znaleźli się ciężkozbrojni piechurzy.
W pierwszej fazie bitwy słonie kartagińskie zostały skierowane na pole bitwy. Konnica kartagińska rozbiła dość szybko rzymską, natomiast na swoim lewym skrzydle Rzymianie odnieśli sukces, rozbijając kartagińskich najemników. Kartagińska jazda zdołała okrążyć rzymską armię. Z pola bitwy uratowało się tylko 500 Rzymian, w tym Regulus. Dostali się oni jednak szybko do niewoli. Ocaleli tylko legioniści, którzy rozbili kartagińskie skrzydło.